# David Brown's detectiveserie
David Brown's detectiveserie was een reeks van de hand van de Nederlandse auteur Wiert Jakob Eelssema onder het pseudoniem Jacques van Workum, uitgegeven door uitgeverij Graauw in Amsterdam. Henri Pieck verzorgde de illustraties. Alle boeken werden later in het Maleis vertaald.

## Verschenen titels
- De Ongekroonde Koningin, 1929.
- Het geheim van den doode die terugkeerde, 1929.
- De Onzichtbare Tegenstander, 1929.
- De Redder van het Vaderland, 1929.
- Een Man van Karakter en een Man van de Daad, 1929.
- Het Eiland der Verschrikking, 1929.
- De liefde van een detective, 1930.
- De Indische Prins, 1930.